# Balthasar Esterbauer
Balthasar Esterbauer oder Johann Balthasar Esterbauer (* um 1672, wahrscheinlich in Mettenbach, Niederbayern; † 1728) war ein deutscher Holz- und Steinbildhauer in Würzburg.

## Leben
Balthasar Esterbauer war der Sohn des Schreinermeisters Joseph Esterbauer. Seine Ausbildung erhielt er wahrscheinlich in der Familienwerkstatt in Altbayern. Er heiratete Anna Maria Siebenlist, die gemeinsamen Kinder hatten den Baumeister Christoph Dientzenhofer (1706), den Orgelmacher Johann Hofmann (1709) und den Baumeister Balthasar Neumann (1717) als Paten.
Esterbauer wirkte als einer der führenden Bildhauer jahrzehntelang in Würzburg, wo er erstmals 1701 urkundlich erwähnt wird und seine ersten Aufträge vom Würzburger Fürstbischof Johann Philipp von Greiffenclau zu Vollraths erhielt.
Auf Grund eines früheren Italienaufenthaltes ist Esterbauers Einfluss auf die Einführung des italienischen Stils erheblich. Sicherlich kannte er die Werke von Andrea Pozzo, Gian Lorenzo Bernini und Carlo Fontana. Esterbauer arbeitete eng mit einem etablierten Künstlerkreis zusammen, darunter die Baumeister Joseph Greissing, Kilian Stauffer und vor allem Johann Dientzenhofer. Zu seinen Schülern zählte Johann Thomas Wagner, eventuell gehörten auch Leopold Kurzhammer und Johann Doser dazu.

## Werke

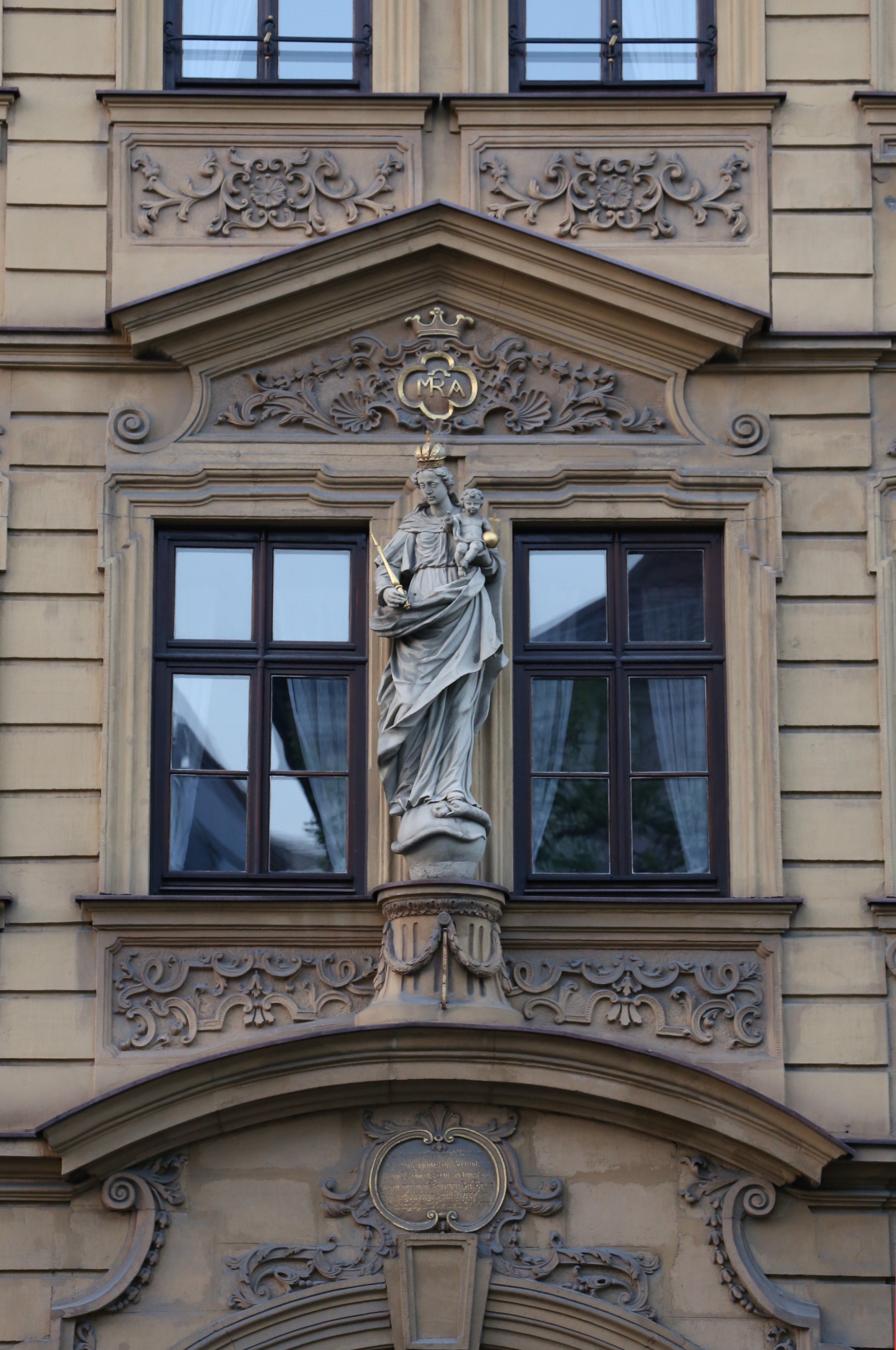
Esterbau zugeschriebene Hausmadonna in der Neubaustraße 12 (einem der sogenannten Greisinghäuser in Würzburg)

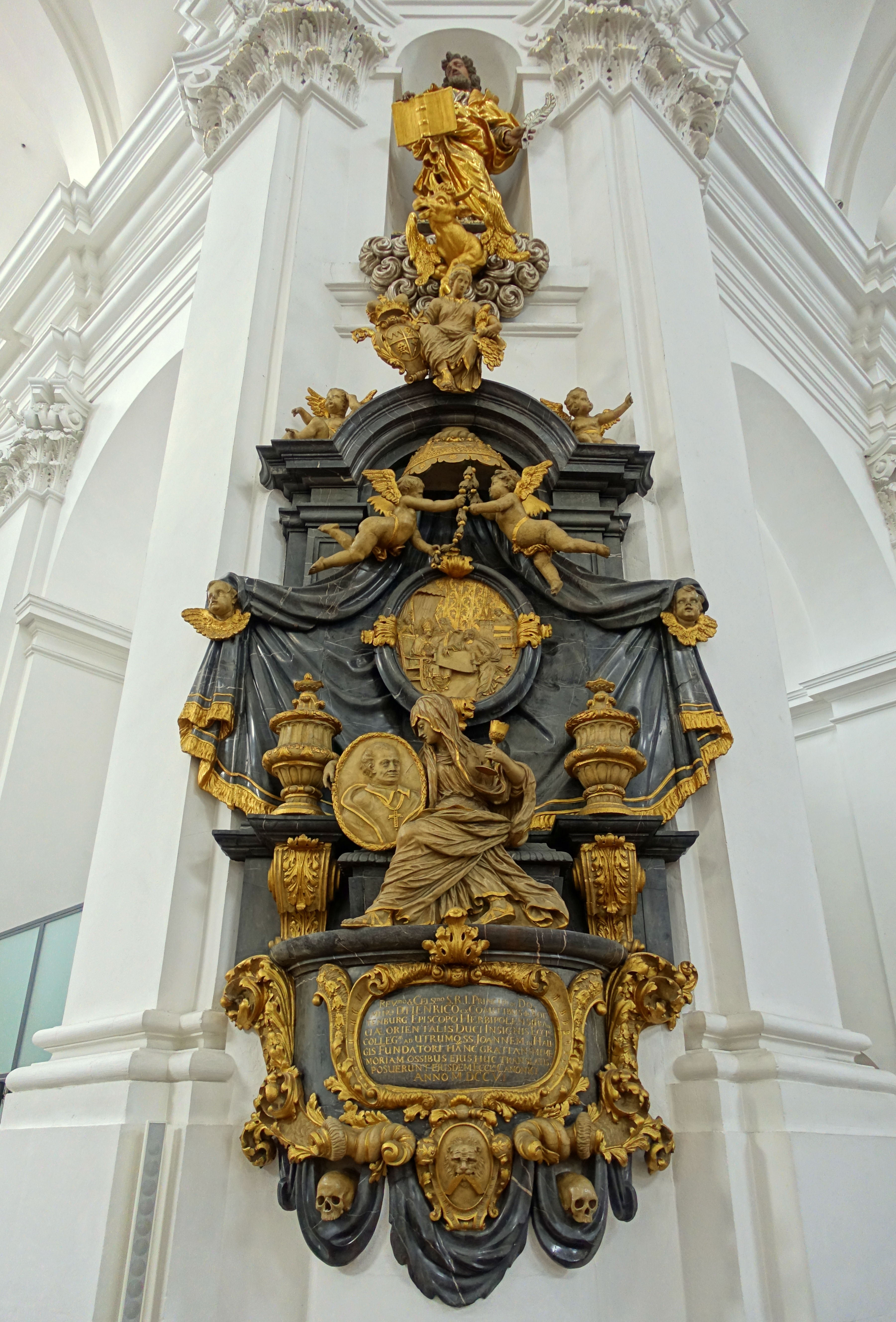
Stifterdenkmal für Bischof Heinrich in der Würzburger Pfarrkirche Stift Haug, 1705–1708

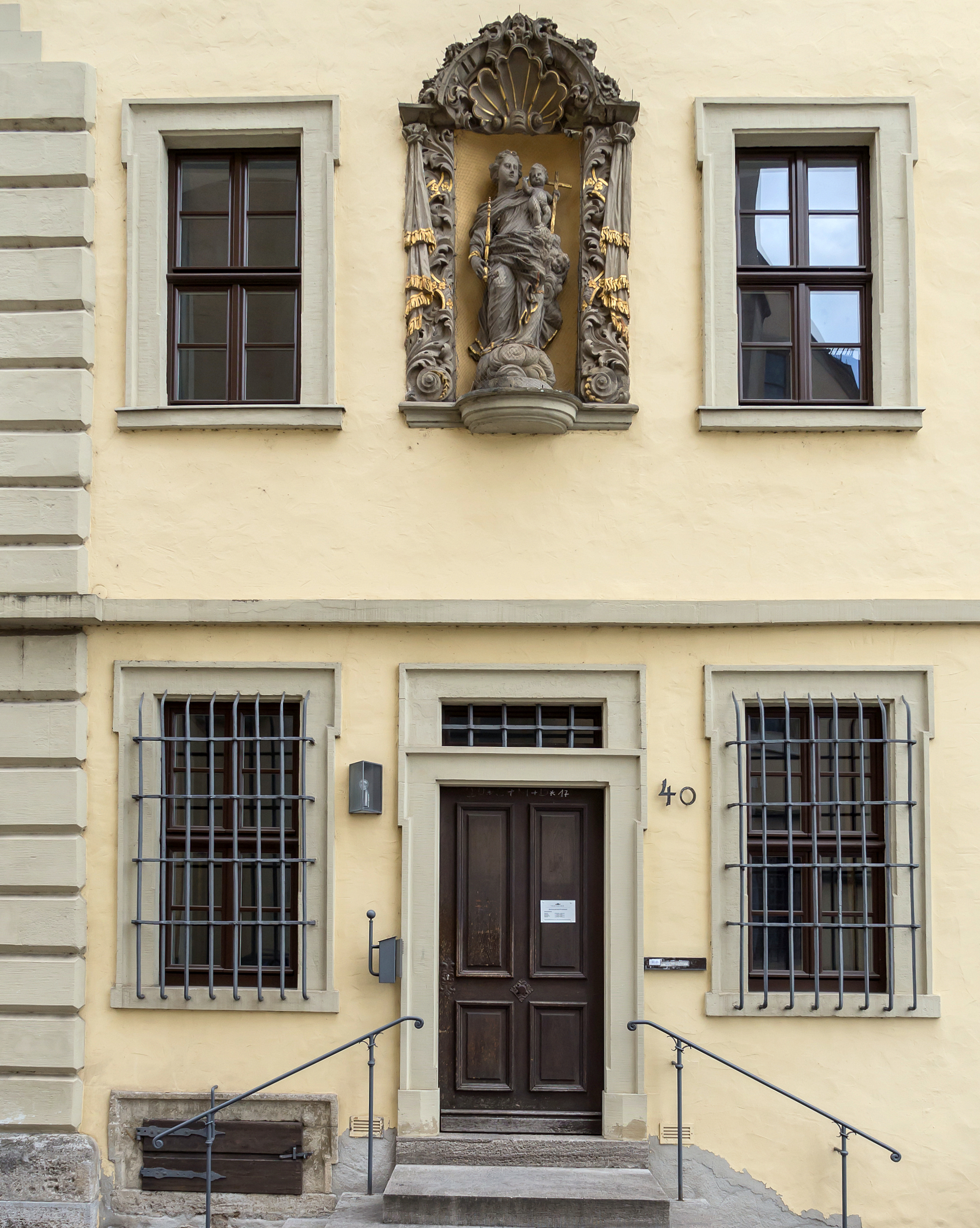
Wahrscheinlich von Esterbauer um 1700 geschaffene Madonna am Pfarrhaus von St. Burkard (Würzburg)

Von Andrea Pozzo inspiriert sind der Johann-Gottfried-Altar in Kleinochsenfurt und der 1945 verbrannte Dreikönigsaltar im Würzburger Stift Haug, von Carlo Fontana weitere seiner Werke im Stift Haug und von Gian Lorenzo Bernini die Altäre der Seiten-Kapelle in Kloster Banz. Der Höhepunkt in der Zusammenarbeit mit Dientzenhofer ist vielleicht die Ausstattung der Klosterkirche Banz, deren Hoch- und Choraltar eine gemeinschaftliche Planung zugrunde liegt.
Die Steinskulpturen bilden einen zweiten Schwerpunkt in Esterbauers Werk: Hausfiguren unter anderem in Würzburg (wobei keine der Figuren, darunter viele Madonnen bzw. Immaculata-Statuen, ihm mit Sicherheit zugeordnet werden kann) und Schwäbisch Hall, Garten- und Brunnenfiguren in Würzburg und Bronnbach sowie die figürliche Ausstattung an der Fassade des Fuldaer Domes (um 1710/12), in Obertheres, Kloster Bronnbach, Kloster Ebrach und Banz. Unsicher ist die Zuschreibung zahlreicher weiterer Altar- und Bildwerke, wie die Altarausstattung der Würzburger Marienrotunde (um 1700) auch dem Festungsberg oder die Fassadenplastik der Neumünsterkirche (nach 1712). Als sicher Esterbauer zugewiesen gilt hingegen eine Statue des heiligen Kilian, die am Giebel des inzwischen zerstörten Bruderhofportals in Würzburg angebracht war und Ende des 20. Jahrhunderts als Freistatue vor dem Burkardus-Haus (Domschule Würzburg) am Bruderhof 1 aufgestellt worden ist.
Im Mai 1702 hatte Esterbauer den Auftrag zu bildhauerischen Arbeiten (vor allem ornamentales Schnitzwerk) am neuen Hauptaltar (dessen plastischer Aufbau 1700 frei nach einem Plan des im Februar 1701 gestorbenen Johann Caspar Brandt von Johann Michael Rieß begonnen worden war) des Würzburger Doms erhalten und führte ihn bis 1703 aus. Abgesehen von den Lahnmarmor-Säulen verbrannte der Altar am 16. März 1945. Esterbauers noch mit seinen schwarzen Lahnmarmor- und weißgelben Alabasterteilen erhaltenes, im Würzburger Stift Haug an dessen Stifter erinnerndes Denkmal, vereinigt zwei Typen (Ädikula und Konsolwand) von Grabmälern.
Chronologisch
- 1700 Langhausaltar im Würzburger Dom (heute Kleinochsenfurt, Pfarrkirche)
- 1700/01 das konchenförmige Hochaltarziborium des Würzburger Domes (1945 zerstört)
- 1701 Arbeiten des Mittelbaus bzw. Fürstenbaus des Juliusspitals[4]
- 1701/1702 Vier inzwischen verschollene Statuen und zwei fürstliche Wappen für das neue Brückentor (abgebrochen 1869) am westlichen Ende der Alten Mainbrücke in Würzburg[5]
- 1701/1702 10 vollständige Apostelstatuen und 2 Überarbeitungen (alle 12 inzwischen verlorengegangen) für den Hochaltar sowie vier Figuren für die neuen Seitenaltäre der ehemaligen Würzburger Universitätskirche Neubaukirche (beide Altäre wurden 1820 aus der Universitätskirche entfernt).[6]
- 1702/1703 Schnitzwerk für den Hochaltar des Würzburger Doms (Die hölzernen Anteile des Altars verbrannten bei der Bombardierung Würzburg im März 1945)
- um 1703 Zwei hölzerne Chorbogenaltäre des Würzburger Doms (1945 verbrannten beide Altäre).[7]
- 1703–1710 Hochaltar der Kirche in Randersacker
- 1704–1706 Kanzel und vier Statuen des Hochaltars der ehemaligen Abteikirche von Kloster Bronnbach
- 1705–1708 Stifterdenkmal für den Bischof Heinrich von Rothenburg (Heinrich I. von Würzburg) im Würzburger Stift Haug (am südwestlichen Vierungspfeiler)[8]
- 1706–1708 Der nicht erhaltene Dreikönigsaltar im Würzburger Stift Haug[9]
- 1706–1717 Zwei weitere mit Figuren (unter anderem St. Burkard) geschmückte hölzerne Altarretabeln im Würzburger Stift Haug, ebenfalls 1945 verbrannt
- 1706–1708 Hochaltar der Kirche in Gereuth
- 1705–1710 geschnitzte Chorbogenaltäre (Bruno-Altar und Pfarraltar) im Würzburger Dom (1945 zerstört)[9]
- 1712/1713 Hochaltar in der ehemaligen Stiftskirche auf der Comburg in Steinbach (Schwäbisch Hall)
- 1717 Statue des hl. Kilian am Bruderhof in Würzburg
- 1717–1720 Chorbogenaltäre der Peterskirche in Würzburg (Die Altäre verbrannten am 16. März 1945)[9]
- um 1720 Bronze-Epitaph für den Kaiserlichen Rat und fürstbischöflichen Kanzler Johann Lorenz Adelmann († 1719) in der Würzburger Peterskirche[10]
- 1721 Hochaltar, Kanzel sowie die Heiligenstatuen in und an der Klosterkirche in Banz.[11][9]